# كورتيس هيل
كورتيس هيل (بالإنجليزية: Curtis Hill)‏ هو سياسي أمريكي، ولد في 21 فبراير 1961 في إلخارت في الولايات المتحدة. حزبياً، نشط في الحزب الجمهوري. وقد انتخب Indiana Attorney General ‏ (9 يناير 2017 – ).